# Anao (Tarlac)
Pour les articles homonymes, voir Anao.
Anao est une localité de la province de Tarlac, aux Philippines. En 2015, elle compte 11 528 habitants.